# Луций Квинкций (претор)
Луций Квинкций (на латински: Lucius Quinctius; Lucius Quintius, * ок. 124 пр.н.е.) е политик на Римската република през 1 век пр.н.е.
Произлиза от фамилията Квинкции. През 74 пр.н.е. е народен трибун. Той служи като претор между 69 – 67 пр.н.е. на Марк Лициний Крас.